# Espadryle

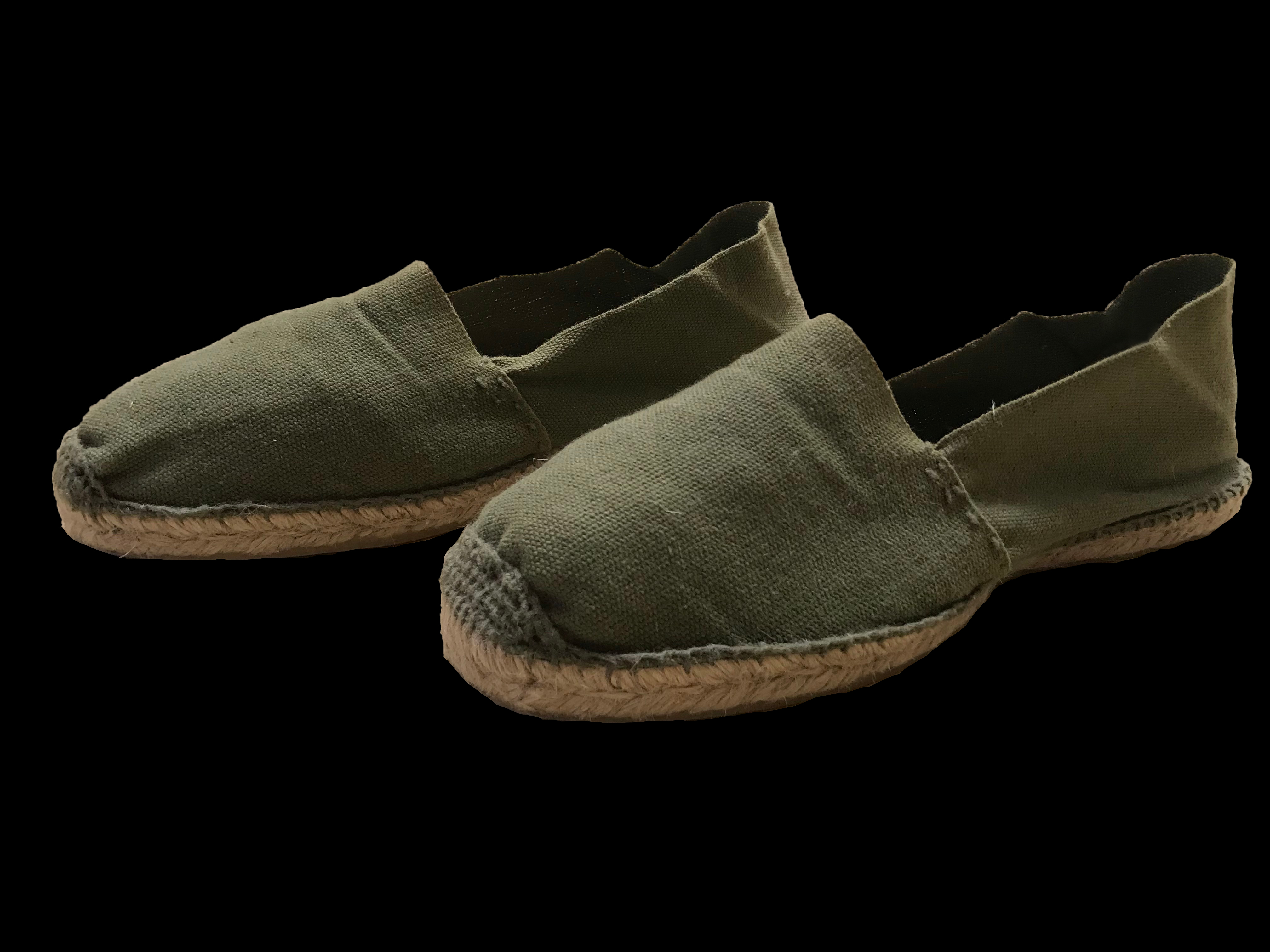
Espadryle

Espadryle (kat. espardenyes, hiszp. esparteñas, w hiszp. znane także jako alpargatas) – rodzaj lekkiego obuwia, z podeszwami plecionymi ze sznurka, włókna z juty lub plecionej trawy. Wierzch na ogół sporządza się z tkaniny. Prawdopodobnie buty te pochodzą z Hiszpanii. Ich nazwa (po katalońsku espardenya) wywodzi się z nazwy twardej trawy, używanej do wyplatania lin (esparto, pol. ostnica mocna)